# 滝沢吉三郎
滝沢 吉三郎（たきざわ きちさぶろう、慶応元年（1865年）1月 - 昭和22年（1947年）8月）は日本の実業家。瀧澤地業（名）代表社員。東京府平民。小穴製作所、南洋殖産会社各取締役。東京キヤリコ、東京麻絲紡績各監査役。二女富美江は東京大学名誉教授舞出長五郎の妻。

## 経歴
当家は累代埼玉県入間郡金子村に住し農業を営み、同地に於ける素封家として知られていた。瀧澤音吉の二男。明治25年（1892年）兄芳三郎方より分家する。
明治23年（1890年）東京高等商業学校（現一橋大学）を卒業し、実業界に入り関東石材会社・日本海陸保険会社・三井銀行・三井呉服店・住友銀行に勤務。株式仲買人となったが、明治45年（1912年）これを罷め、日新護謨会社常務取締役に挙げられた。大正10年（1921年）、滝沢地業合名会社を設立し、北海道・台湾・朝鮮で経営に当たった。

## 人物像
謡曲を能くし、書画の鑑定に一隻眼を有す。

## 家族・親族

### 滝沢（瀧澤）家
（埼玉県入間郡金子村、神奈川県中郡吾妻村、東京府）
- 妻・しま（東京、半田庸太郎妹[3]）

明治3年（1870年）4月生 - 没
- 長女・よし[2]（神奈川県人橋本富蔵長男榮三に嫁す[2]）

明治26年（1893年）12月生 - 没
- 二女・富美江[2]（東京府人舞出長五郎に嫁す[2]）

明治32年（1899年）3月生 - 没